# Zenyattà Mondatta
Zenyattà Mondatta je třetí studiové album britské skupiny The Police. Jeho nahrávání probíhalo od července do srpna 1980 ve studiu Wisseloord Studios v nizozemském městě Hilversum. Jeho producenty byli členové skupiny The Police a Nigel Gray. Album vyšlo v říjnu 1980 u vydavatelství A&M Records.

## Seznam skladeb
| Pořadí         | Název                                                                    | Autor            | Délka |
| -------------- | ------------------------------------------------------------------------ | ---------------- | ----- |
| 1.             | Don't Stand So Close to Me                                               | Sting            | 4:04  |
| 2.             | Driven to Tears                                                          | Sting            | 3:20  |
| 3.             | When the World Is Running Down, You Make the Best of What's Still Around | Sting            | 3:38  |
| 4.             | Canary in a Coalmine                                                     | Sting            | 2:26  |
| 5.             | Voices Inside My Head                                                    | Sting            | 3:53  |
| 6.             | Bombs Away                                                               | Stewart Copeland | 3:09  |
| 7.             | De Do Do Do, De Da Da Da                                                 | Sting            | 4:09  |
| 8.             | Behind My Camel                                                          | Andy Summers     | 2:54  |
| 9.             | Man in a Suitcase                                                        | Sting            | 2:19  |
| 10.            | Shadows in the Rain                                                      | Sting            | 5:02  |
| 11.            | The Other Way of Stopping                                                | Stewart Copeland | 3:22  |
| Celková délka: | Celková délka:                                                           | Celková délka:   | 38:16 |

## Obsazení
- Sting – baskytara, zpěv, doprovodné vokály, syntezátory
- Andy Summers – kytara, kytarový syntezátor, baskytara, mluvené slovo
- Stewart Copeland – bicí, syntezátory, kytara